# フランシス・L・サリヴァン
フランシス・L・サリヴァン（Francis L. Sullivan、1903年1月6日 - 1956年11月19日）はイングランド・ロンドン出身の俳優。
フランシス・サリヴァン（Francis Sullivan）とクレジットされることもある。

## 略歴
1903年にロンドンで生まれる。子供の頃からシェイクスピアが好きで、18歳の時、オールド・ヴィック・シアターで上演された『リチャード三世』で初舞台を踏む。
1929年に『Many Waters』でブロードウェイデビューし、1932年に『The Missing Rembrandt』で映画デビューする。
チャールズ・ディケンズの長編小説『大いなる遺産』の映画化作品である1934年の『脱獄鬼』と1946年の『大いなる遺産』で同じ「ジャガーズ」を演じている。
推理作家アガサ・クリスティの友人で、彼女の原作による戯曲でエルキュール・ポアロを演じている。
1950年代に入るとテレビを中心に活動するようになるが、その一方で1954年から1956年までブロードウェイで上演していたアガサ・クリスティ原作の戯曲『検察側の証人』での演技により、1955年の第9回トニー賞で演劇助演男優賞を受賞している。

## 主な出演作品
- 声なき凱歌 The Wandering Jew (1933)
- レッドワゴン Red Wagon (1933)
- 朱金昭 Chu Chin Chow (1934)
- 脱獄鬼 Great Expectations (1934)
- 幻の合唱 Mystery of Edwin Drood (1935)
- ノン・ストップ紐育 Non-Stop New York (1937)
- 素晴らしき接吻 Dinner at the Ritz (1937)
- 城砦 The Citadel (1938)
- ウエヤ殺人事件 The Ware Case (1938)
- 21日間 21 Days (1940)
- 大砲奪還作戦 The Foreman Went to France (1942)
- シーザーとクレオパトラ Caesar and Cleopatra (1945)
- 大いなる遺産 Great Expectations (1946)
- 卑怯者 The Man within (1947)
- オリヴァ・ツイスト Oliver Twist (1948)
- ウィンスロー少年 The Winslow Boy (1948)
- ジャンヌ・ダーク Joan of Arc (1948)
- コロンブスの探険 Christopher Columbus (1949)
- 赤きダニューブ The Red Danube (1949)
- 街の野獣 Night and the City (1950)
- 腰抜けモロッコ騒動 My Favorite Spy (1951)
- カリブの海賊 Caribbean Gold (Caribbean) (1952)
- 姿なき敵 Sangaree (1953)
- プロディガル The Prodigal (1955)
- 悪魔の島 Hell's Island (1955)